# Резолюция Генеральной Ассамблеи ООН ES-11/6
Резолю́ция Генера́льной Ассамбле́и ООН ES-11/6 «При́нципы Уста́ва Организа́ции Объединённых На́ций, лежа́щие в осно́ве достиже́ния всеобъе́млющего, справедли́вого и про́чного ми́ра на Украи́не» — резолюция одиннадцатой чрезвычайной специальной сессии Генеральной ассамблеи Организации Объединённых Наций (ГА ООН), принятая 23 февраля 2023 года.
Соавторами резолюции выступили 57 стран. Члены Генассамблеи потребовали, чтобы «Российская Федерация немедленно, полностью и безоговорочно вывела все свои вооружённые силы с территории Украины в её международно признанных границах», и призвали к прекращению боевых действий. Делегаты Генассамблеи выразили «сожаление по поводу тяжелейшей ситуации с правами человека и гуманитарной ситуации, сложившихся в результате агрессии Российской Федерации против Украины» и призвали к «возвращению всех интернированных и насильственно перемещённых и депортированных гражданских лиц, включая детей». В резолюции также особо отмечается «необходимость обеспечить привлечение к ответственности за совершённые на территории Украины наиболее серьёзные преступления». Резолюция была принята при 141 голосах за, 7 против и 32 воздержавшихся.

## Предыстория
Резолюция была приурочена к годовщине вторжения России на Украину.
Открывая пленарное заседание 22 февраля, Президент ГА ООН Чаба Кёрёши заявил, что за прошедший год война унесла жизни тысяч солдат и мирных жителей, 6 миллионов украинцев бежали в другие регионы Украины, 8 миллионов беженцев покинули страну. Целенаправленное уничтожение гражданской инфраструктуры, совершаемое в нарушение международного гуманитарного права, оставило миллионы украинцев без электроэнергии, воды и отопления посреди зимы. Кёрёши подчеркнул, что ни агрессия, ни вторжение на территорию соседа, ни аннексия его территории не законны. Эти события вызвали глобальный энергетический кризис, инфляцию и продовольственный кризис.
Делегация Белоруссии предложила две поправки в резолюцию, однако ГА ООН их отклонила. Резолюция была принята после двух дней обсуждения.